# Nucleofosmina
La nucleofosmina (NPM), chiamata anche numatrina o fosfoproteina nucleolare B23, è una proteina codificata nell'uomo dal gene NPM1 abbondantemente espressa in tutti i tipi di cellule.

## Funzione
La nucleofosmina è una ribonucleoproteina che risiede prevalentemente nel nucleolo; la sua localizzazione può essere citoplasmatica in condizioni di inedia o durante il trattamento con farmaci antitumorali. È in grado di interagire con gli acidi nucleici a singolo filamento ed è coinvolta sia nella sintesi dei ribosomi che nel trasporto delle particelle pre-ribosomali verso il nucleolo.
NPM è anche coinvolta nella regolazione del ciclo cellulare, interagendo e regolando la stabilità dei due principali oncosoppressori cellulari: p53 e p19Arf. È stato dimostrato che, in assenza di NPM, queste due proteine sono incapaci di esercitare la loro funzione di arresto del ciclo cellulare, inducendo una proliferazione tumorale.
NPM viene regolata attraverso sumoilazione e fosforilazione.
NPM è inoltre coinvolta nella riparazione del DNA e nel mantenimento della stabilità del genoma, nella duplicazione del centrosoma, nell'inibizione dell'attività delle DNasi attivate da caspasi e nella prevenzione dell'apoptosi. Mostra inoltre attività come chaperonina degli istoni

## Aspetti clinici
NPM viene sintetizzata dal gene NPM1, che risulta frequentemente modificato nei tumori del sangue. Sono inoltre riportate frequenti aberrazioni cromosomiche di questo gene in pazienti affetti da Linfoma non Hodgkin, leucemia promielocitica acuta, sindrome mielodisplasica e leucemia mieloide acuta. NPM1 è iperespresso, mutato e traslocato in molti tumori: se espressa ad alti livelli, la proteina NPM induce una proliferazione di tipo tumorale inibendo la via p53/ARF, che ha normalmente un effetto inibitorio sulla crescita cellulare.